# Sirin bint Shamun
Sîrîn bint Sham'ûn fue una concubina egipcia copta, enviada junto a su hermana Maria al-Qibtiyya como regalo al profeta Mahoma en nombre del oficial sasánida Muqawqis en el 628.
Según el historiador Ibn Saad, las dos hermanas se convirtieron al Islam de camino a Arabia, con el aliento de Hatib ibn Abi Balta'ah, quien había sido enviado como mensajero al gobernador de Egipto.
Sirin contrajo matrimonio con el poeta Hassan ibn Thabit y tuvo un hijo, Abdurahman ibn Hassan.